# Вагнер, Моника
Мо́ника Ва́гнер (нем. Monika Wagner; род. 28 февраля 1965, Гармиш-Партенкирхен, Бавария) — немецкая кёрлингистка, третий в команде Германии на Олимпийских играх 1998 и 2010 годов, а также на показательных соревнованиях второй в команде на Олимпийских играх 1988 года и третий — в 1992 году.

## Достижения
- Зимние Олимпийские игры: золото (1992; показательный вид спорта)
- Чемпионат мира по кёрлингу среди женщин: золото (1998, 2010), серебро (1986, 1987), бронза (1989).
- Чемпионат Европы по кёрлингу: золото (1986, 1987, 1989, 1991, 1995), серебро (1994), бронза (1980, 1992, 1996 и 1997).
- Чемпионат Германии по кёрлингу среди женщин: золото (1983, 1985, 1986, 1987, 1988, 1989, 1991, 1995, 1996, 1997, 2003, 2004, 2005, 2006, 2007, 2008, 2009, 2010, 2011, 2015, 2016), серебро (1984, 1990, 1992, 1993, 1994).
- Чемпионат Европы по кёрлингу среди смешанных команд: золото (2008); бронза (2005).
- Чемпионат Германии по кёрлингу среди смешанных команд: золото (2005).
- Чемпионат Германии по кёрлингу среди юниоров: золото (1981, 1986).

## Команды
| Сезон                                          | Четвёртый     | Третий           | Второй              | Первый             | Запасной                                                          | Турниры                                       |
| ---------------------------------------------- | ------------- | ---------------- | ------------------- | ------------------ | ----------------------------------------------------------------- | --------------------------------------------- |
| 1980—81                                        | Андреа Шёпп   | Элинор Шёпп      | Anneliese Diemer    | Моника Вагнер      |                                                                   | ЧЕ 1980                                       |
| 1981—82                                        | Андреа Шёпп   | Monica Wackerle  | Моника Вагнер       | Marga Hupertz      |                                                                   | ЧЕ 1981 (6 место)                             |
| 1983—84                                        | Андреа Шёпп   | Моника Вагнер    | Anneliese Diemer    | Элинор Шёпп        |                                                                   | ЧЕ 1983 (7 место)                             |
| 1984—85                                        | Андреа Шёпп   | Моника Вагнер    | Кристина Йенч       | Элинор Шёпп        |                                                                   | ЧМ 1985 (5 место)                             |
| 1985—86                                        | Андреа Шёпп   | Моника Вагнер    | Стефани Майр        | Birgit Hupertz     |                                                                   | ЧЕЮ 1986 (4 место)                            |
| 1985—86                                        | Андреа Шёпп   | Моника Вагнер    | Стефани Майр        | Элинор Шёпп        |                                                                   | ЧМ 1986                                       |
| 1986—87                                        | Андреа Шёпп   | Альмут Хеге      | Моника Вагнер       | Элинор Шёпп        |                                                                   | ЧЕ 1986 · ЧМ 1987                             |
| 1987—88                                        | Андреа Шёпп   | Альмут Хеге      | Моника Вагнер       | Сюзанн Финк        |                                                                   | ЧЕ 1987 · ЗОИ 1988 (демо) (4 место) · ЧМ 1988 |
| 1988—89                                        | Андреа Шёпп   | Моника Вагнер    | Барбара Халлер      | Кристина Халлер    |                                                                   | ЧМ 1989                                       |
| 1989—90                                        | Андреа Шёпп   | Моника Вагнер    | Кристина Халлер     | Хайке Вилендер     |                                                                   | ЧЕ 1989                                       |
| 1990—91                                        | Андреа Шёпп   | Моника Вагнер    | Кристина Халлер     | Хайке Вилендер     | тренер: Райнер Шёпп                                               | ЧЕ 1990 (4 место)                             |
| 1990—91                                        | Андреа Шёпп   | Моника Вагнер    | Хайке Вилендер      | Кристина Халлер    | Барбара Халлер                                                    | ЧМ 1991 (5 место)                             |
| 1991—92                                        | Андреа Шёпп   | Стефани Майр     | Моника Вагнер       | Сабина Хут         | Кристина Шайбель (ЗОИ)                                            | ЧЕ 1991 · ЗОИ 1992 (демо)                     |
| 1992—93                                        | Андреа Шёпп   | Моника Вагнер    | Стефани Майр        | Кристина Шайбель   |                                                                   | ЧЕ 1992                                       |
| 1994—95                                        | Андреа Шёпп   | Моника Вагнер    | Натали Несслер      | Кристина Халлер    | Хайке Вилендер тренер: Райнер Шёпп                                | ЧЕ 1994                                       |
| 1994—95                                        | Андреа Шёпп   | Моника Вагнер    | Натали Несслер      | Карина Майделе     | Хайке Вилендер                                                    | ЧМ 1995 (4 место)                             |
| 1995—96                                        | Андреа Шёпп   | Моника Вагнер    | Натали Несслер      | Карина Майделе     | Хайке Вилендер тренер: Райнер Шёпп (ЧЕ)                           | ЧЕ 1995 · ЧМ 1996 (4 место)                   |
| 1996—97                                        | Андреа Шёпп   | Моника Вагнер    | Натали Несслер      | Карина Майделе     | Хайке Вилендер тренер: Райнер Шёпп (ЧЕ)                           | ЧЕ 1996 · ЧМ 1997 (6 место)                   |
| 1997—98                                        | Андреа Шёпп   | Моника Вагнер    | Натали Несслер      | Карина Майделе     | Хайке Вилендер тренер: Райнер Шёпп                                | ЧЕ 1997                                       |
| 1997—98                                        | Андреа Шёпп   | Моника Вагнер    | Натали Несслер      | Хайке Вилендер     | Карина Майделе тренер: Райнер Шёпп                                | ЗОИ 1998 (8 место)                            |
| 2002—03                                        | Андреа Шёпп   | Моника Вагнер    | Карина Майделе      | Sina Irral         | Анна Хартельт                                                     | ЧГЖ 2003                                      |
| 2003—04                                        | Андреа Шёпп   | Моника Вагнер    | Джейн Бок-Коуп      | Анна Хартельт      | Sina Irral тренер: Райнер Шёпп                                    | ЧЕ 2003 (7 место)                             |
| 2003—04                                        | Андреа Шёпп   | Моника Вагнер    | Джейн Бок-Коуп      | Sina Irral         | Анна Хартельт                                                     | ЧГЖ 2004                                      |
| 2005—06                                        | Андреа Шёпп   | Моника Вагнер    | Анна Хартельт       | Мари-Тереза Роттер | Тина Чачке тренер: Райнер Шёпп                                    | ЧЕ 2005 (11 место) ЧМ 2006 (4 место)          |
| 2006—07                                        | Андреа Шёпп   | Моника Вагнер    | Анна Хартельт       | Мари-Тереза Роттер | Тина Чачке (ЧЕ), Тереза Валльнер (ЧМ) тренер: Райнер Шёпп         | ЧЕ 2006 (5 место) ЧМ 2007 (8 место)           |
| 2007—08                                        | Андреа Шёпп   | Моника Вагнер    | Анна Хартельт       | Мари-Тереза Роттер | Кристина Халлер (ЧЕ), Мелани Робиллард (ЧМ) тренер: Райнер Шёпп   | ЧЕ 2007 (7 место) ЧМ 2008 (9 место)           |
| 2008—09                                        | Андреа Шёпп   | Моника Вагнер    | Мелани Робиллард    | Стелла Хайсс       | Кристина Халлер (ЧЕ) тренер: Райнер Шёпп                          | ЧЕ 2008 (4 место) ЧМ 2009 (6 место)           |
| 2009—10                                        | Андреа Шёпп   | Мелани Робиллард | Моника Вагнер       | Коринна Шольц      | Стелла Хайсс тренер: Райнер Шёпп                                  | ЧЕ 2009                                       |
| 2009—10                                        | Андреа Шёпп   | Моника Вагнер    | Мелани Робиллард    | Стелла Хайсс       | Коринна Шольц тренеры: Райнер Шёпп (ЧМ, ЗОИ), Оливер Аксник (ЗОИ) | ЗОИ 2010 (6 место) · ЧМ 2010                  |
| 2010—11                                        | Андреа Шёпп   | Имоген Леман     | Моника Вагнер       | Стелла Хайсс       | Коринна Шольц тренер: Райнер Шёпп                                 | ЧЕ 2010 (7 место)                             |
| 2010—11                                        | Андреа Шёпп   | Имоген Леман     | Коринна Шольц       | Моника Вагнер      | Стелла Хайсс тренер: Штефан Карнусян                              | ЧГЖ 2011 · ЧМ 2011 (8 место)                  |
| 2011—12                                        | Андреа Шёпп   | Имоген Леман     | Коринна Шольц       | Стелла Хайсс       | Моника Вагнер тренер: Райнер Шёпп                                 | ЧЕ 2011 (5 место)                             |
| 2011—12                                        | Имоген Леман  | Мелани Робиллард | Коринна Шольц       | Стелла Хайсс       | Моника Вагнер тренер: Томас Липс                                  | ЧМ 2012 (7 место)                             |
| 2014—15                                        | Андреа Шёпп   | Моника Вагнер    | Kerstin Ruch        | Лиза Рух           | тренер: Райнер Шёпп                                               | ЧЕ 2014 (7 место) · ЧГЖ 2015                  |
| 2015—16                                        | Андреа Шёпп   | Моника Вагнер    | Kerstin Ruch        | Лиза Рух           | Selina Ruch                                                       |                                               |
| 2015—16                                        | Моника Вагнер | Manon Harsch     | Carina Schoenberg   | Annelise Haertle   | Андреа Шёпп тренер: Райнер Шёпп                                   | ЧМВ 2016                                      |
| 2015—16                                        | Андреа Шёпп   | Моника Вагнер    | Лиза Рух            | Andrea Fisher      |                                                                   | ЧГЖ 2016                                      |
| 2016—17                                        | Андреа Шёпп   | Моника Вагнер    | Андреа Кроуфорд     | Лиза Рух           | Kerstin Ruch                                                      |                                               |
| 2017—18                                        | Андреа Шёпп   | Моника Вагнер    | Fabienne Furbringer | Лиза Рух           | Kerstin Ruch                                                      |                                               |
| Кёрлинг среди смешанных команд (mixed curling) |               |                  |                     |                    |                                                                   |                                               |
| 2005—06                                        | Райнер Шёпп   | Андреа Шёпп      | Helmar Erlewein     | Моника Вагнер      |                                                                   | ЧЕСК 2005                                     |
| 2008—09                                        | Райнер Шёпп   | Андреа Шёпп      | Sebastian Jacoby    | Мелани Робиллард   | Helmar Erlewein, Моника Вагнер тренер: John Robillard             | ЧЕСК 2008                                     |
| 2009—10                                        | Райнер Шёпп   | Андреа Шёпп      | Sebastian Jacoby    | Мелани Робиллард   | Моника Вагнер                                                     | ЧЕСК 2009 (5 место)                           |

(скипы выделены полужирным шрифтом)